# Capeia arraiana

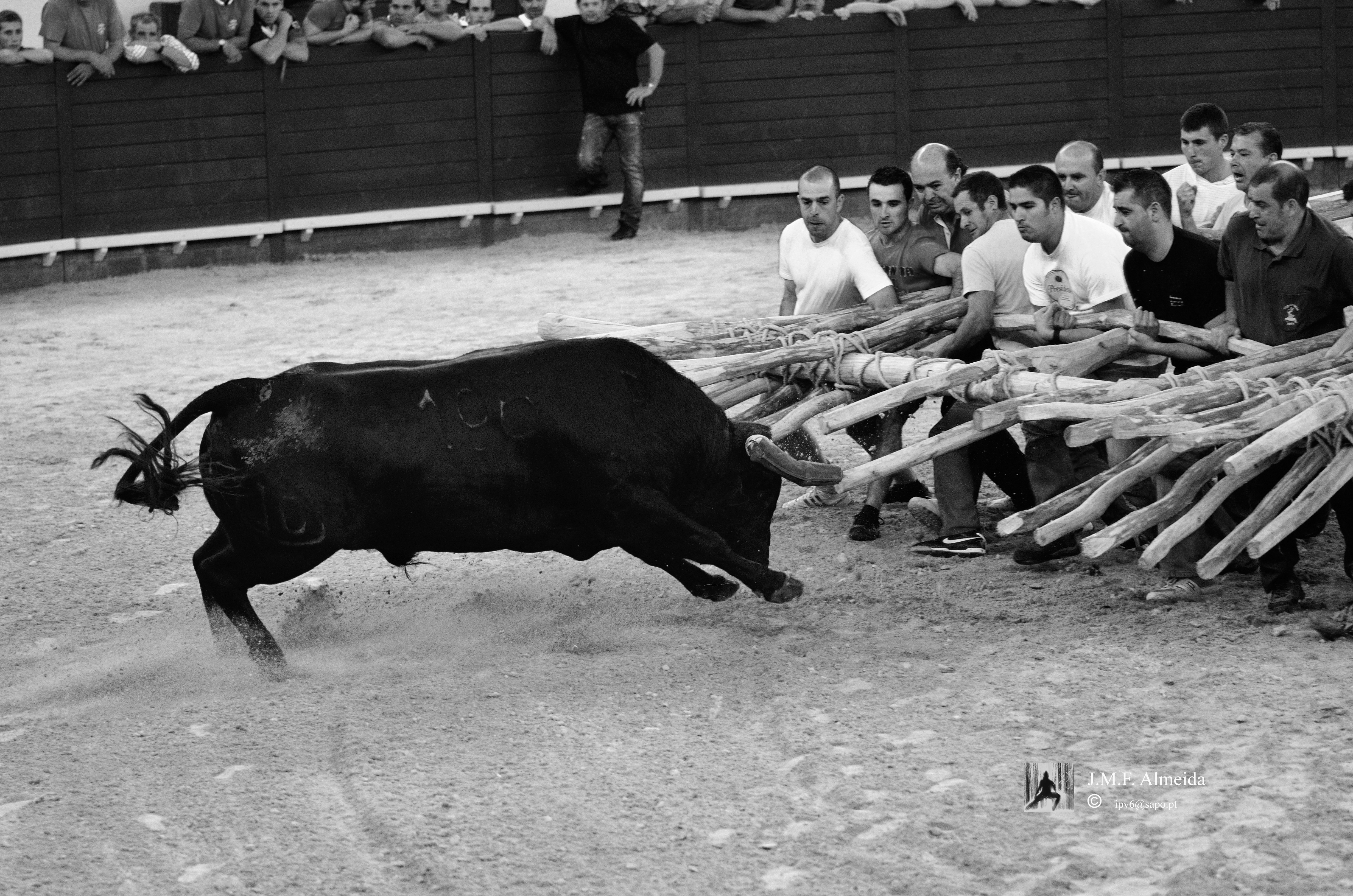
La « lide » : combat du taureau face au « forcão ».

La capeia arraiana est une corrida portugaise à pied. Elle tient sa particularité d’être pratiquée selon la tradition de la Ribacôa, région historique du centre du Portugal, frontalière avec l’Espagne, située à l’est de Sabugal. 
La capeia arraiana a été la première tradition portugaise à être inscrite au patrimoine culturel immatériel en tant qu’héritage ethnographique, avec des caractéristiques uniques. 
C'est une tradition aux racines ancestrales, entretenue par les habitants des villages frontaliers de la " Ribacôa ".

## Histoire
La date de création de la capeia arraiana n'est pas précisément connue, son histoire étant issue de la tradition orale et de la mémoire collective. La référence écrite la plus ancienne remonte à 1886 dans la nouvelle "Uma Corrida de Toiros no Sabugal " (« Une corrida à Sabugal »), de l'écrivain Abel Botelho. En 1893, on rencontre  des références à une Capeia Arraiana avec utilisation du Forcão . 
Cette corrida particulière a pour origine le dédommagement que les éleveurs des ganaderias de la province espagnole de Salamanque versait aux villages de la Ribacôa,  leur offrant chaque année pendant une journée quelques taureaux, pour les dédommager des dégâts causés par le bétail qui traversait la Raia (la frontière), envahissant les champs et les jardins. Le mot lui-même vient du castillan capea, lié au combat tauromachique avec une cape. Ils étaient cinq villages au tout début Aldeia da Ponte, Aldeia do Bispo, Lageosa, Forcalhos et Aldeia Velha et pendant très longtemps ils ne sont restés que cinq. 

## Déroulement

### L’acheminement des taureaux

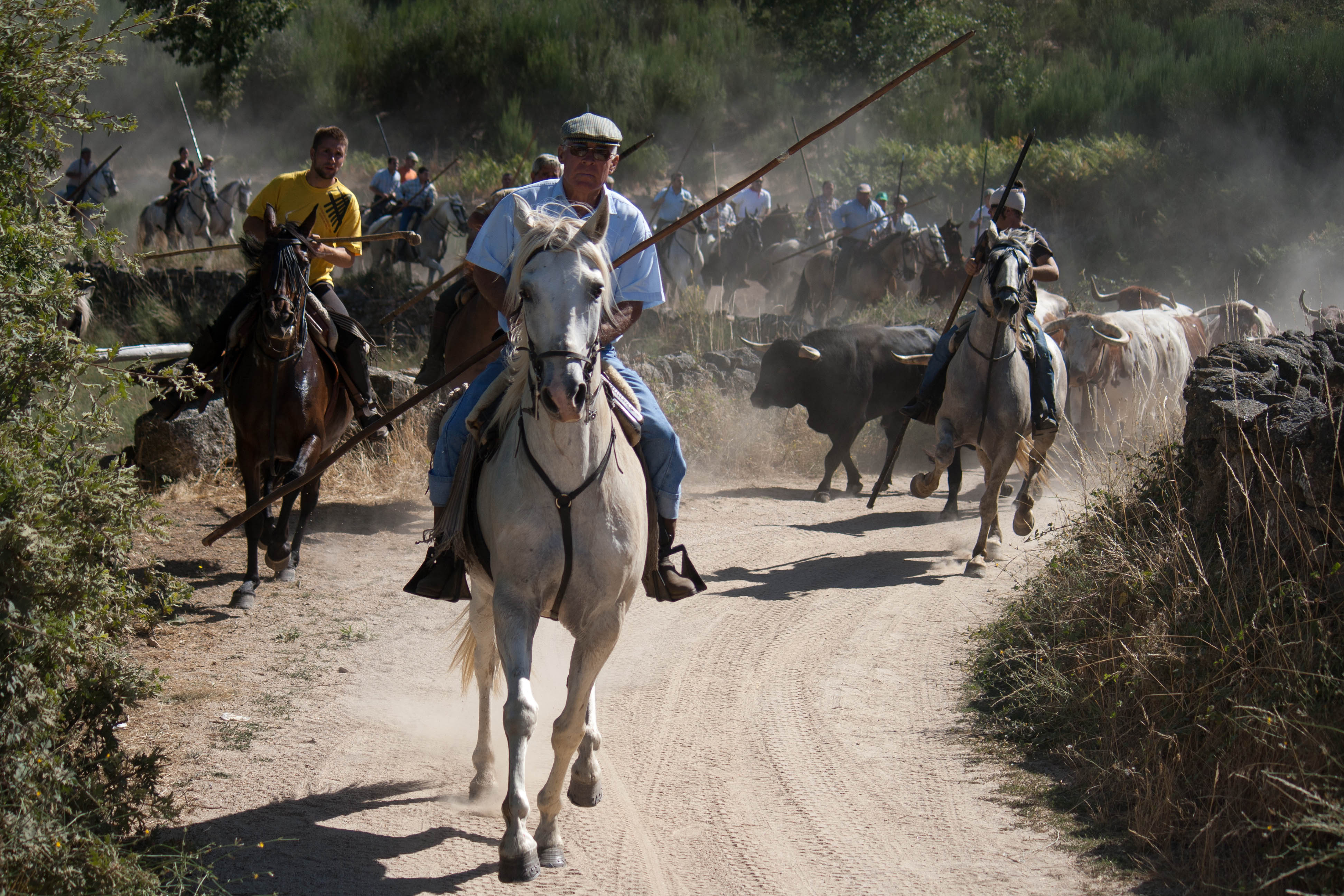
L’acheminement des taureaux.

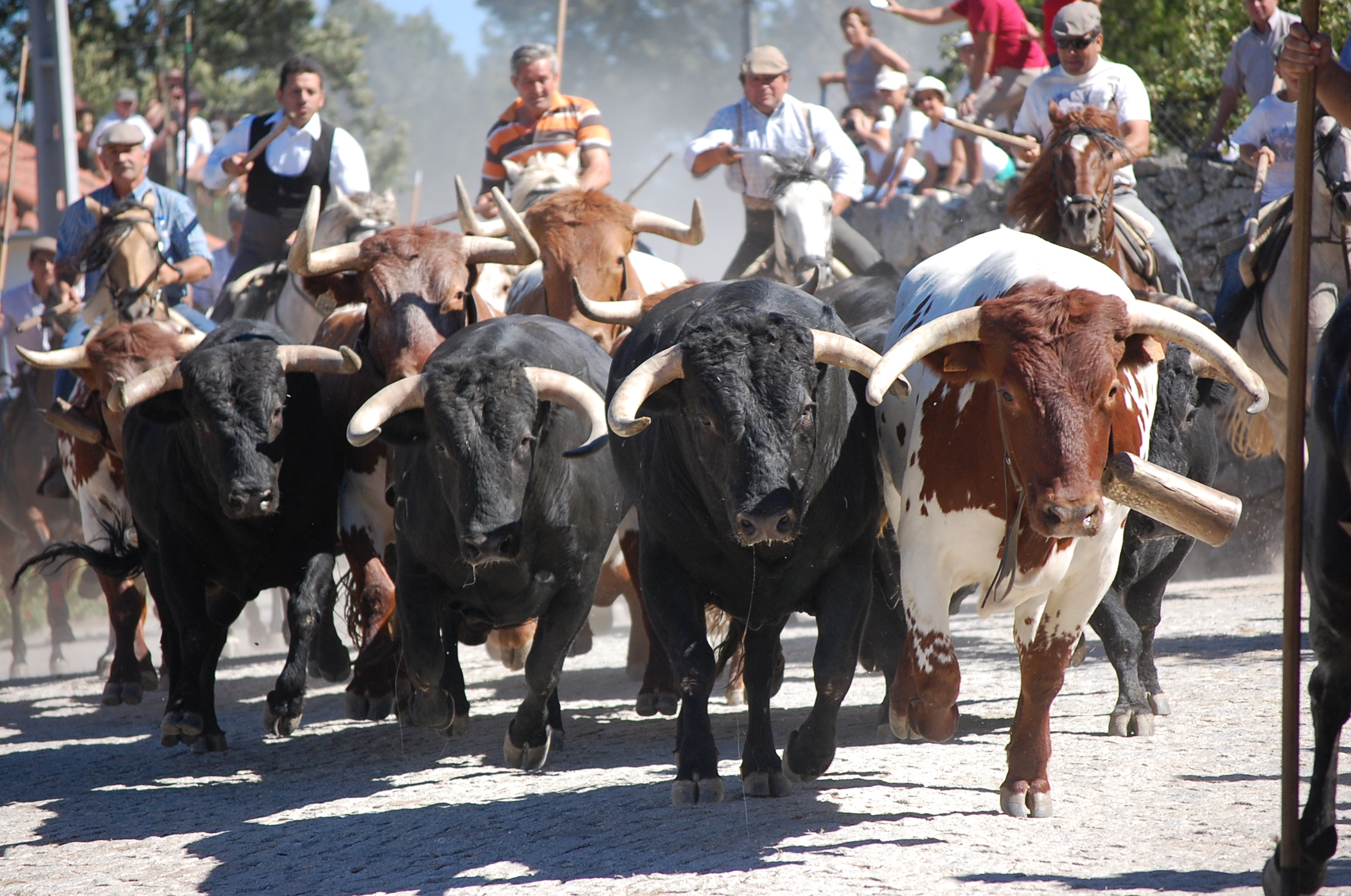
L´« encerro », ou "fermeture" des arènes.

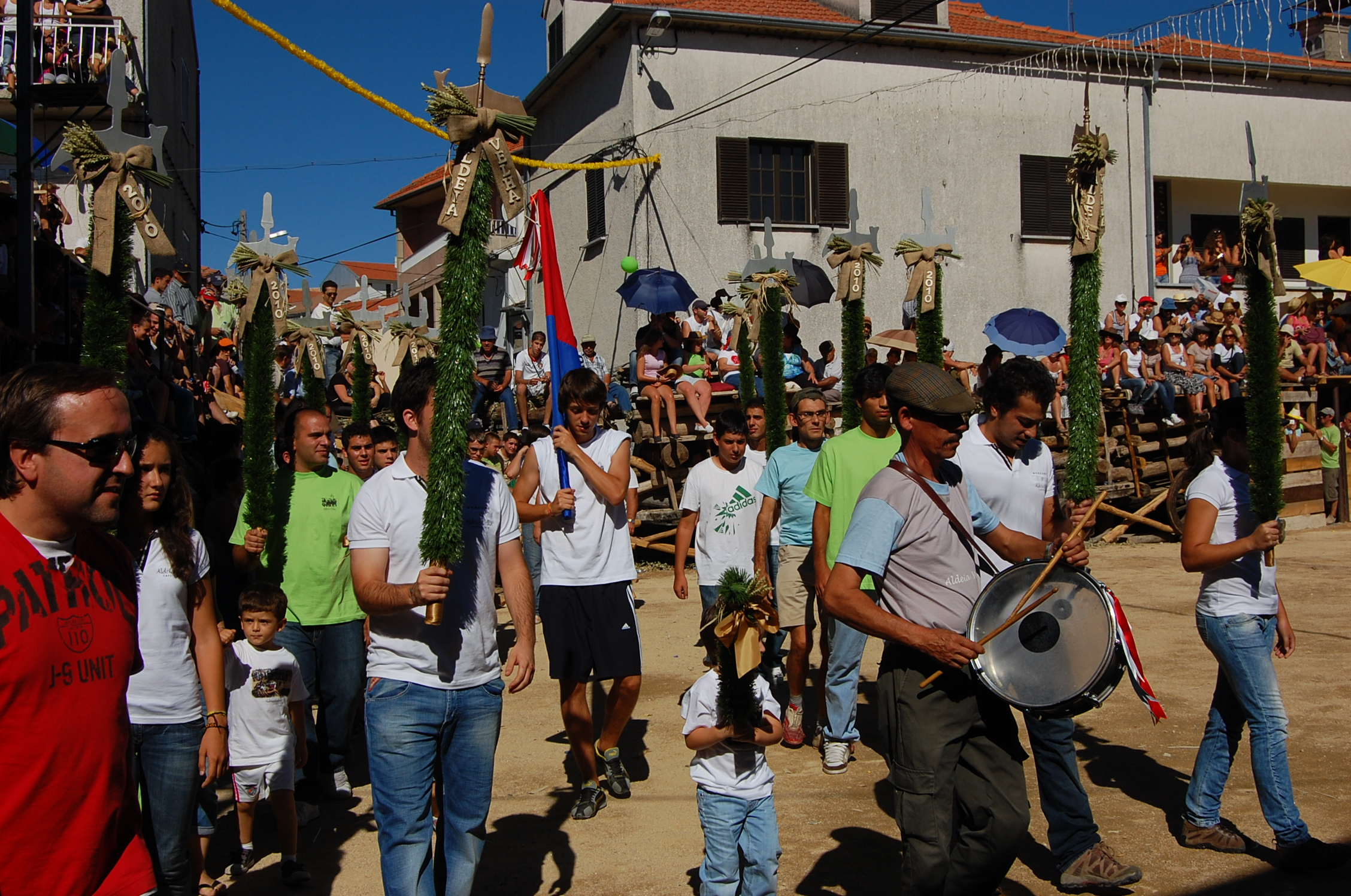
« Pedir a Praça », ou demander les « clés » du village.

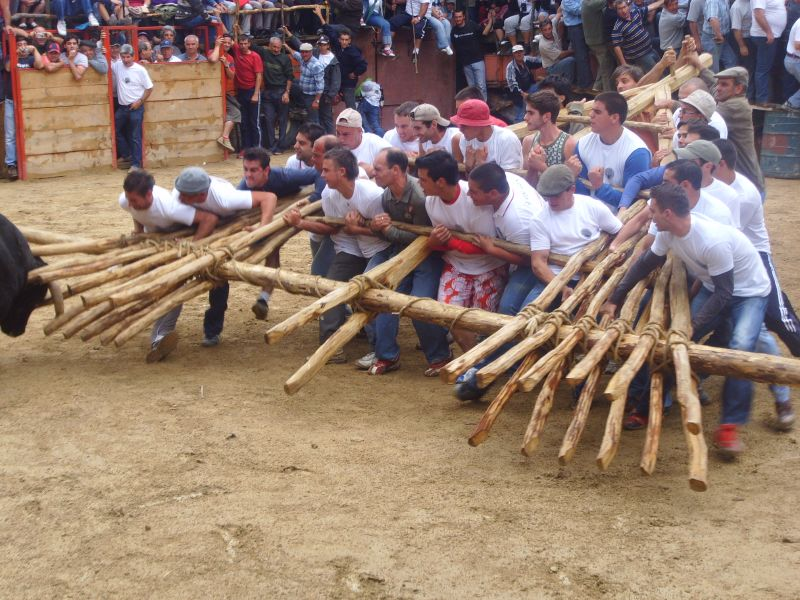
La "Capeia" avec le « Forcão ».

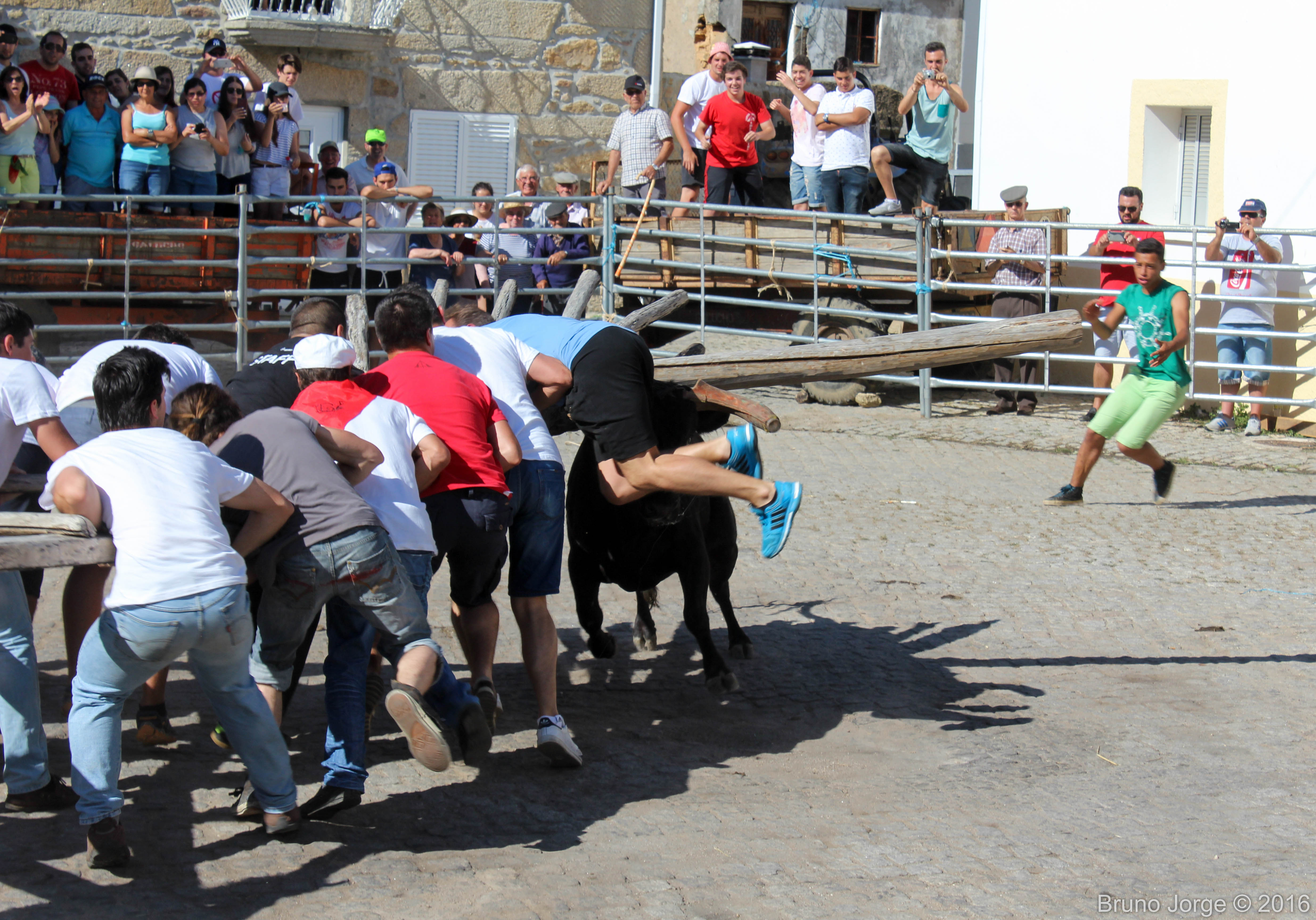
Le « susto » (« se faire peur ») à Aldeia da Ponte (2016).

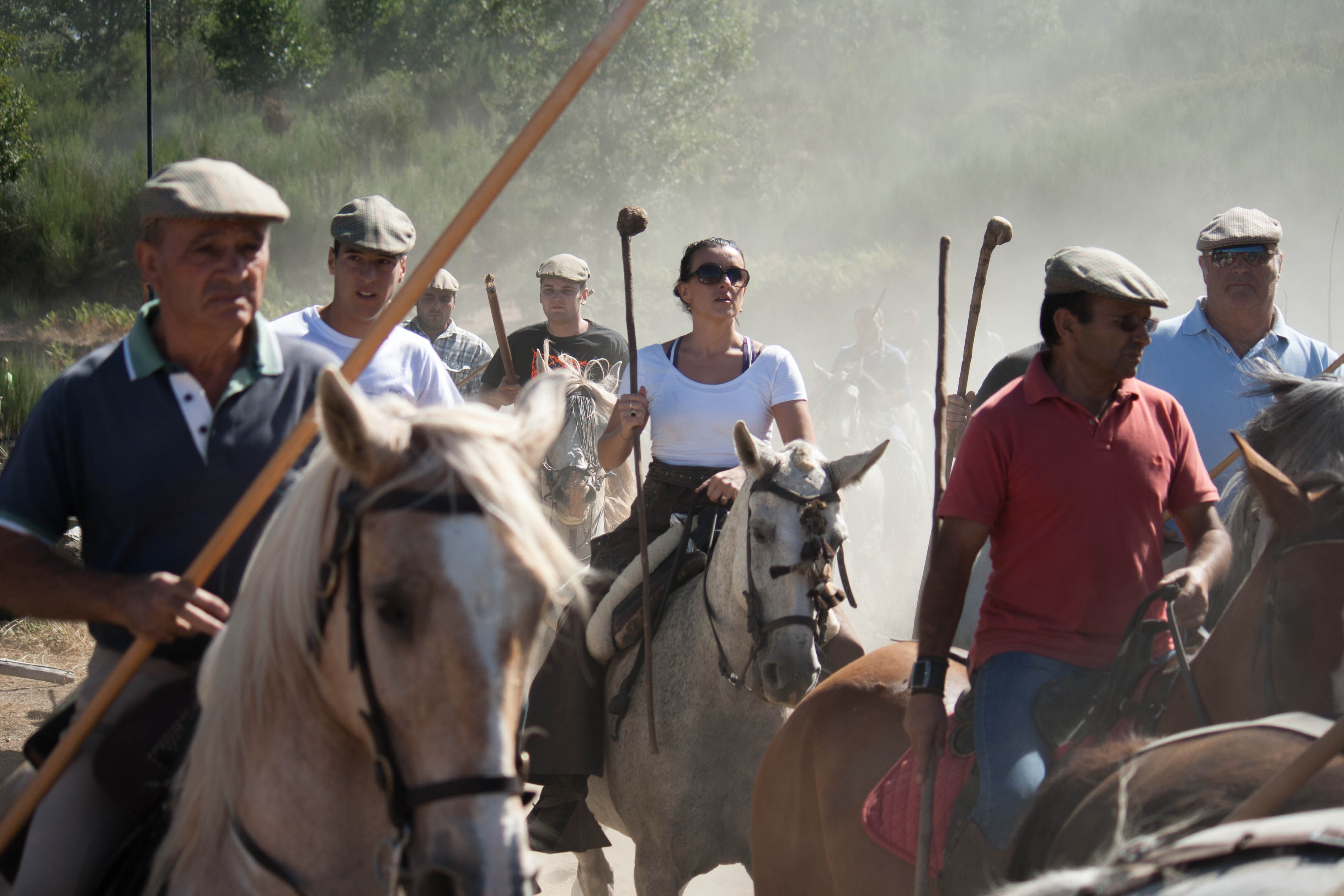
Le "Desencerro" (« ouverture »).

La fête commence le matin, lorsque les villageois se présentent sur les terres du « lameiro » d’où les taureaux seront escortés jusqu'à la place du village ou à l’arène. 
Un vaste déplacement commence dans les champs près de la frontière espagnole. Objectif : aller chercher les taureaux choisis pour l'événement. Des cavaliers choisis parmi les meilleurs font démonstration de leur art de monter et escortent les taureaux jusqu'à la place du village ou l’arène, pour l’ « Encerro », la « fermeture ». Le temps de cette « escorte des taureaux » varie selon l'habileté des cavaliers et le comportement des animaux. 
Juchés sur les barrières, les spectateurs attendent, impatients, de voir passer le troupeau, dans la peur et dans l’espoir qu'aucun taureau ne s'échappe dans la foule.

### «L’encerro», la fermeture
L'entrée des cavaliers et des taureaux sur la place ou dans l’arène s'accompagne de cris des spectateurs. Moments d'incertitude, lorsque pénètrent bêtes et cavaliers puis que se ferment les lourdes portes. S’ensuivent des salves d'applaudissements et des cris d'encouragement, à destination des cavaliers tout comme des taureaux. 
Les taureaux secouent la tête de manière provocante, dans une attitude de défi. Les portes des stalles (les  " curros ") s'ouvrent, et des villageois habitués sautent dans l’arène et cherchent à faire refluer les taureaux vers les stalles à l’aide de bâtons garnis d'aiguillons, en usant de cris aigus. Et ce jeu peut durer plus d'une heure. Une fois les taureaux mis à l’abri, une nouvelle salve d’applaudissements se fait entendre. 
« L’encerro » est terminé. L'émotion retombe. Elle reprendra à des instants clés, aux manifestations de courage du taureau face aux hommes, et des hommes face au taureau. 

### Le taureau
Dès que la porte des stalles s’ouvre, le taureau pénètre plein de fougue dans l’arène, essayant d’encorner tous ceux du village qui sautent dans l’arène et tentent leur chance de venir le provoquer en lui passant à portée de cornes. 
Vient ensuite le moment de présentation au taureau du «  forcão » (forteresse de branches) . L’animal dévoile alors ses qualités au combat : quelques minutes suffisent pour montrer sa force. Le « forcão » est encore sagement posé contre le mur de l'arène, mais ce sont quelques minutes de réjouissances, avant que le taureau soit remis au corral. La foule applaudit chaleureusement car c'est dans les impressions laissées par le taureau que les villageois peuvent anticiper la joute de l’après-midi. 

### Le déjeuner
Vers 13 heures, les habitants rentrent généralement chez eux déjeuner. 
Le village est à l’heure des grandes fêtes et les marchands forains déploient leurs produits sur la place. Le long de la route, les fumées et les odeurs des viandes rôties se mélangent à celles des maisons du village. 

### «Pedir a Praça»: demande des «clés» du village
Un batteur de tambour entre dans l'arène suivi de cinq cavaliers venus de plusieurs villages, chevauchant des montures ornées pour l'occasion. 
Entrent alors en scène les "Mordomos" (majordomes) avec leurs accessoires, une sorte d'écharpe brodée tombant sur leurs épaules, ils brandissent glorieusement les insignes respectifs. À leur suite, une foule de gens en rangs, qui, suivant les majordomes, font des tours de présentation à l'arène. 
En file indienne, ils se rendent à un endroit de la tribune pour demander la place à un villageois. Un majordome s'avance et fait une demande officielle pour que la Capeia  commence (demande de place). 
La personnalité d'honneur, généralement le président du conseil paroissial, ou un autre habitant distingué, se lève et improvise un discours dans le sens où le spectacle va se dérouler de la meilleure façon, demandant aux majordomes que le taureau soit respecté. La foule exprime sa joie, des fusées sont lancées et les cavaliers font plusieurs tours autour de l'arène en remerciement. Après cette agitation, ils quittent l'arène, laissant place à la « lide » du premier taureau, également appelé "taureau d’essai". 

### La «Capeia»
Une trentaine d'hommes entrent sur la place et s’emparent du « forcão » (à prononcer « foulcan»). 
Deux hommes (habitués et habiles) les «rabixadores» (rabejadores) coordonnent les mouvements de l'ensemble du groupe. Ce sont eux qui empêchent le taureau de contourner le forcão et d'attraper les hommes sur les côtés. Les hommes d'une plus grande agilité prennent l'avant («fiel»), au premier plan, face au taureau uniquement protégé par quelques branches d'arbre astucieusement disposées. C'est à ce moment précis que les hommes et les taureaux s'affrontent avec courage et ruse pour sortir vainqueurs du duel. 
Lorsque les attrapeurs jugent que le taureau a fait de son mieux, ils distrayant le taureau et enlèvent la forteresse. Certains hommes défient alors le taureau, le forçant à courir dans toutes les directions, afin de le fatiguer pour l'attraper. 
Seuls les mots d'encouragement peuvent être entendus sur les bancs: «Saisissez-le, saisissez-le! » 
Parfois, un homme se jette à la tête du taureau. En quelques secondes, les autres hommes se ruent pour aider l'aventurier, immobilisant immédiatement le taureau par la force humaine. Après quelques secondes dans cette posture, le taureau est relâché et les hommes s'échappent vers les barrières, afin d'éviter d'être victimes d'une corne. Il ne reste qu'un seul homme qui tient fermement la queue du taureau pour que les autres puissent se mettre en sécurité, attendant le bon moment pour faire de même. Après cette tâche, le taureau est conduit vers les corrals. 
Le taureau n'est ni piqué ni battu et à la fin quitte le carré sans aucune blessure ni sang visible. 
Cinq autres taureaux sont conduits de la même manière. Au milieu du spectacle, un taurillon est introduit dans l'arène afin que les enfants puissent aussi montrer leurs compétences dans la lutte, avec une force qui leur convient. L'effet sur les téléspectateurs est le même que pour les adultes. Les mères crient pour les encourager, mais elles ont peur de ce qui peut arriver à leurs enfants. 
Lorsque le sixième animal entre dans le corral, l'après-midi est déjà terminée. 

### L’ouverture (desencerro)
Il manque le moment culminant de la course: «le desencerro», ouverture de la place ou des arènes. Les taureaux retournent dans les champs escortés par les mêmes cavaliers qui ont participé à la "fermeture".

## Patrimoine culturel immatériel
Depuis 2011, la capeia arraiana est inscrite à l'inventaire national du patrimoine culturel immatériel de l' Institut des musées et de la conservation. Dans le cadre du processus de préservation de cette tradition taurine, les conseils municipaux de Sabugal et d'Aldeia da Ponte ont lancé le projet de créer, dans ce village, un centre d'interprétation de la Capeia. 

## Galerie

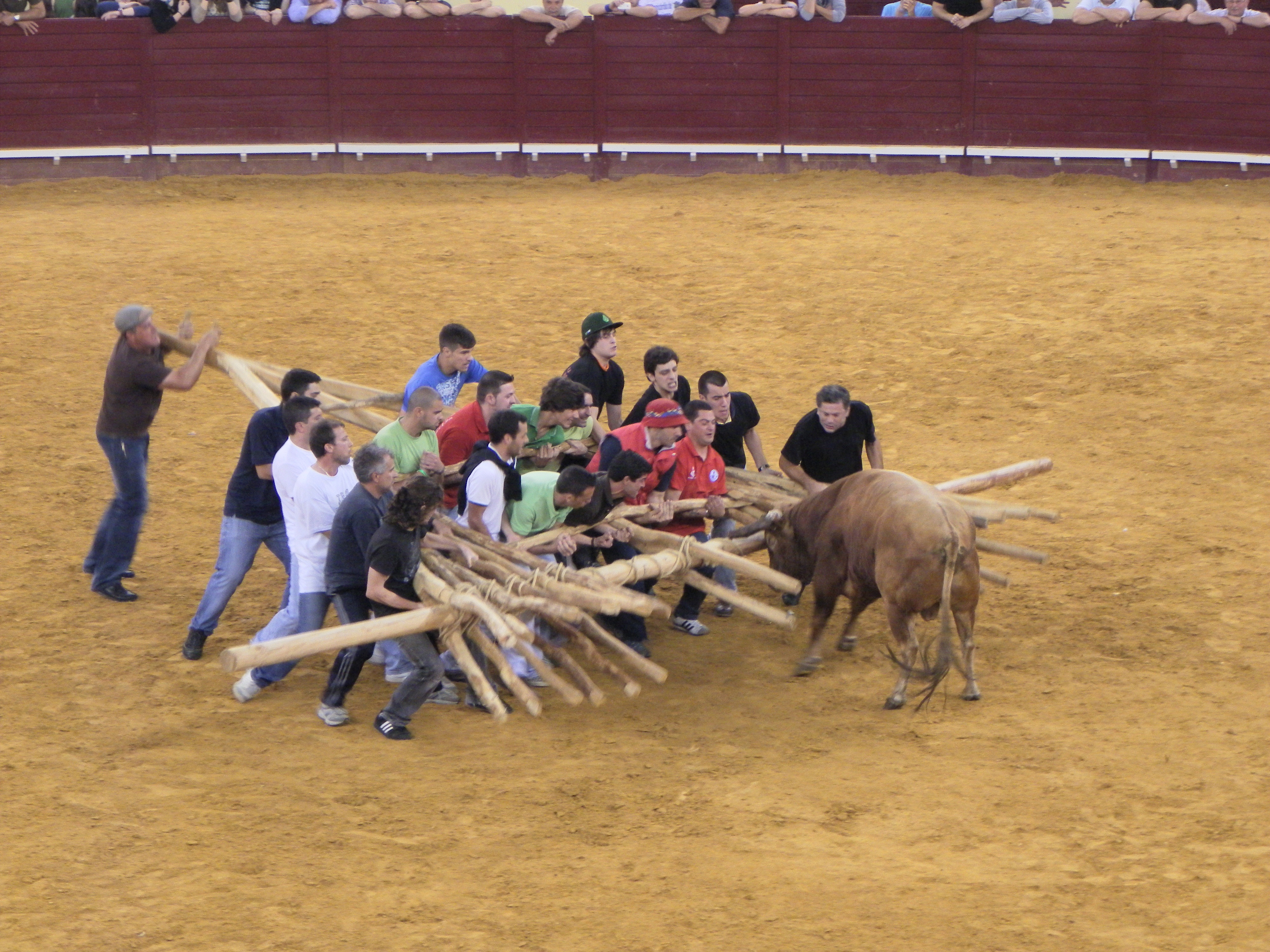
"Ó Forcão Rapazes" à Campo Pequeno
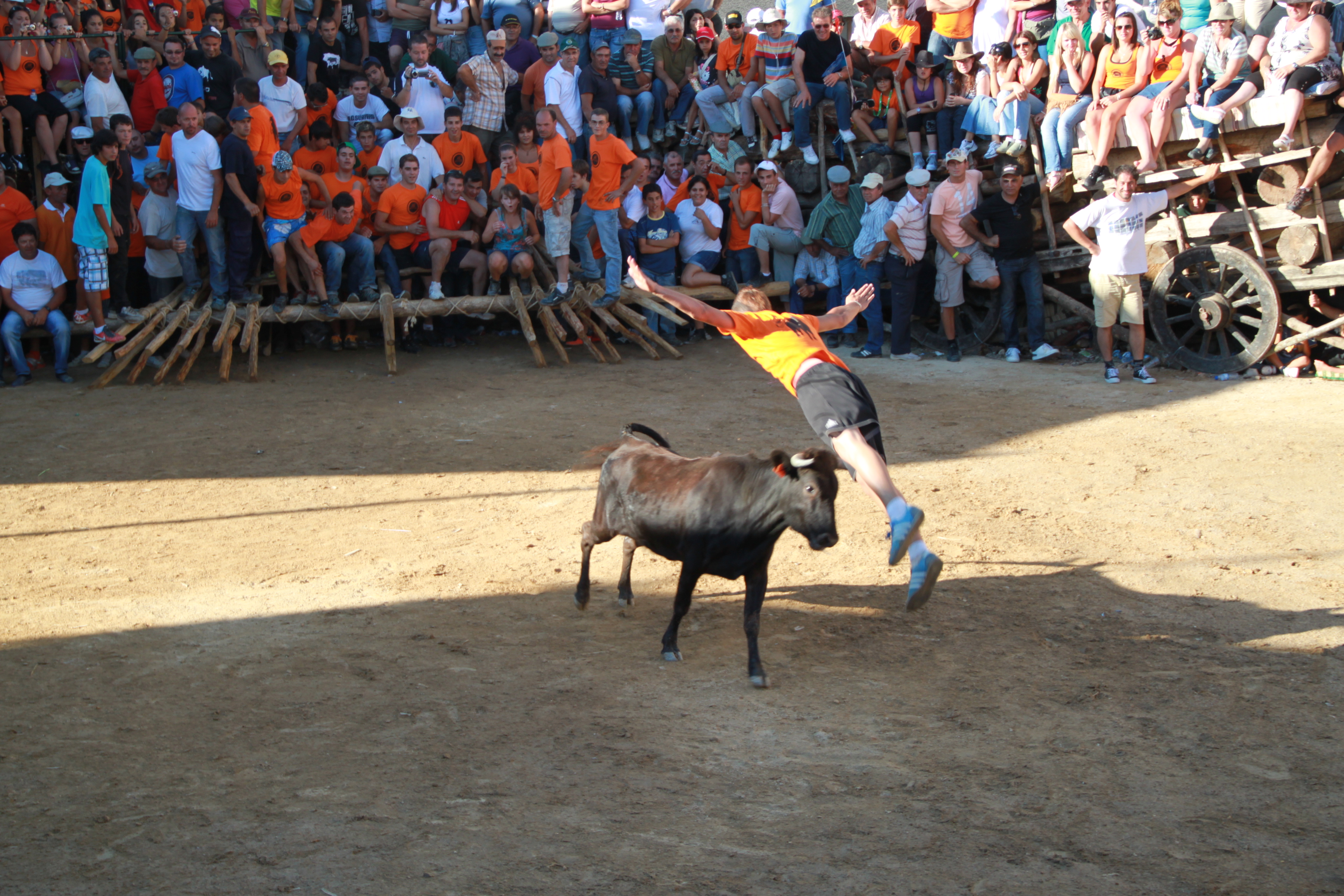
Sauter par-dessus le taureau
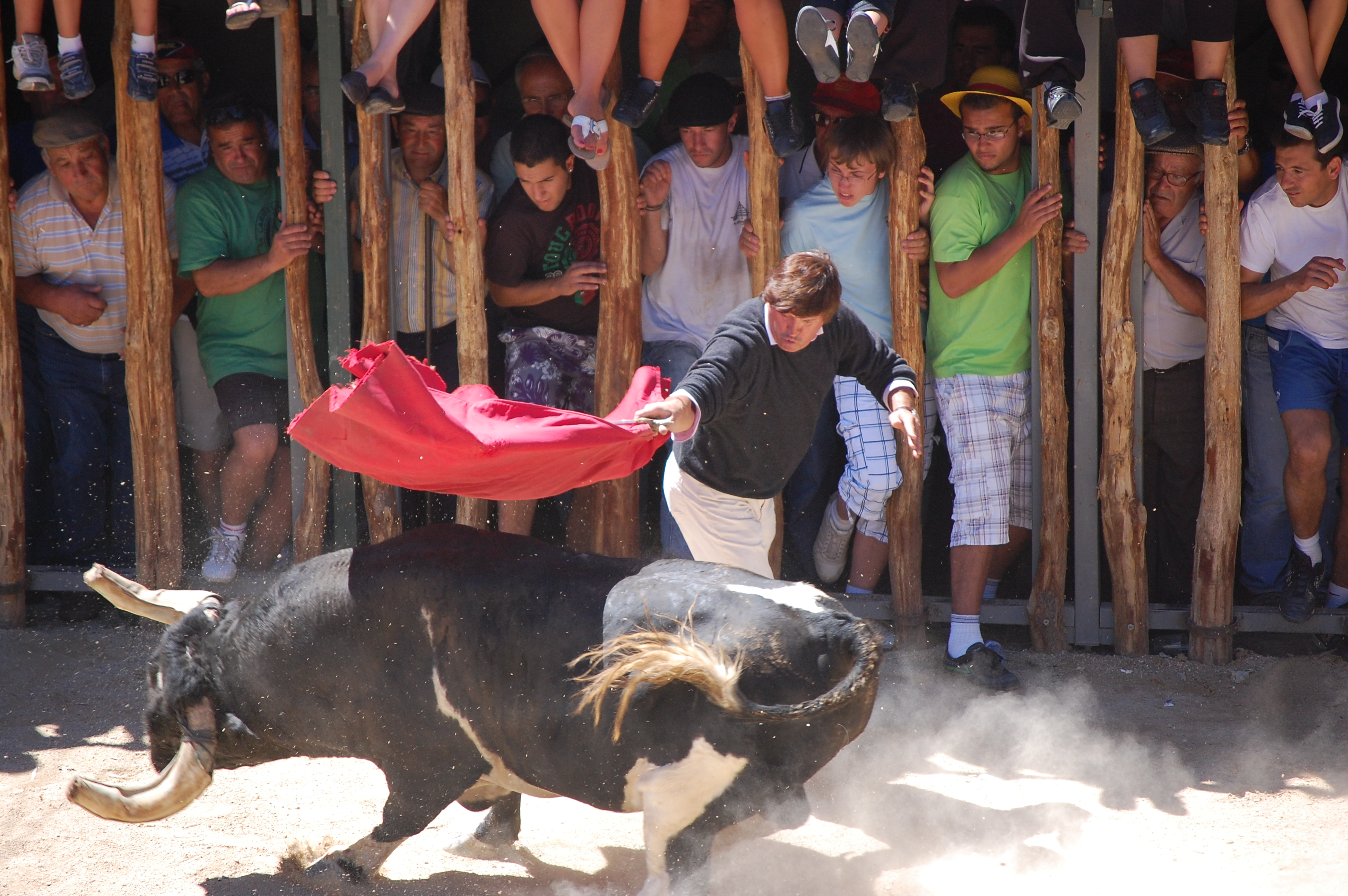
Un "capinha" spontané
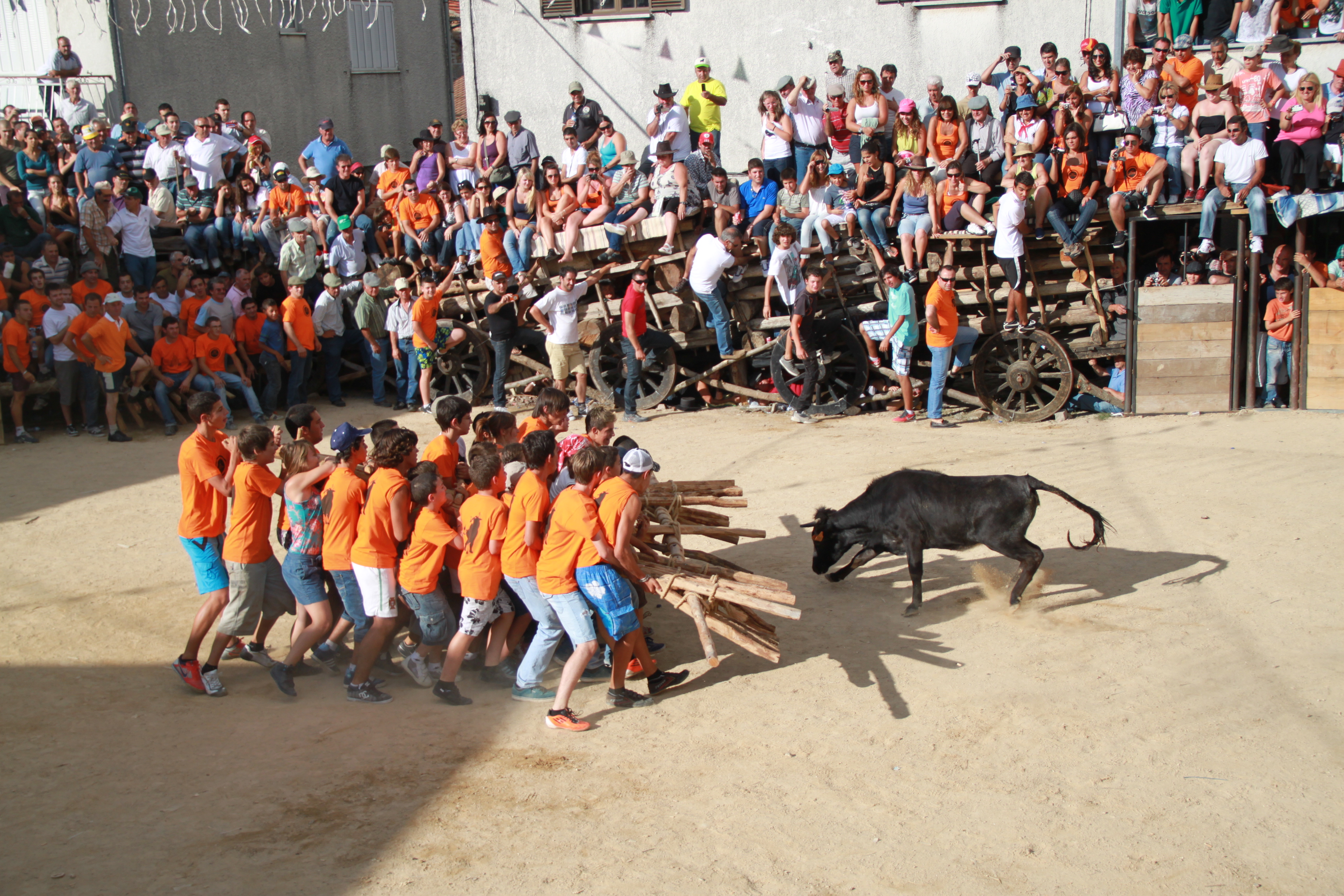
Commencer petit avec un taurillon

## Lieux et dates des événements
Outre les Capeias de Pâques (capeias de Páscoa) à Alfaiates et Aldeia da Ponte, le calendrier des capeias arraianas se déroule sur le mois d’août, s’ouvrant par la capeia de Quadrazais (fin juillet, début août), et se clôturant avec celle d’Aldeia Velha (fin août), dans l’ordre qui suit (sous réserve) :
1. Quadrazais
2. Rebolosa
3. Lageosa da Raia
4. Aldeia do Bispo
5. Soito
6. Ozendo
7. Nave
8. Aldeia da Ponte
9. Vale de Espinho
10. Alfaiates
11. Forcalhos
12. Fóios
13. Aldeia Velha

| Localité              | Date                                | Occasion                                                 |
| --------------------- | ----------------------------------- | -------------------------------------------------------- |
| Aldeia da Ponte       | 15 août                             | Fête de Saint Antoine                                    |
| Aldeia do Bispo       | 2ème lundi d'août                   | Fêtes de Notre-Dame des Miracles                         |
| Aldeia Velha          | 25 août                             | Fêtes de São João Baptista (majordomes de santo António) |
| Alfaiates             | 17 août                             | Espirito Santo                                           |
| Fóios                 | Mardi après le 3ème week-end d'août | Fêtes de S. Pedro et Santíssimo Sacramento               |
| Forcalhos             | 3ème lundi d'août                   | Fête du Saint-Sacrement                                  |
| Lageosa da Raia       | 6 août                              | Fêtes de Notre-Dame de la Neige                          |
| Nave                  | Août                                |                                                          |
| Ozendo ( Quadrazais ) | Août                                | Fêtes de Notre-Dame de Fatima, fêtes de Saint Gens       |
| Quadrazais            | 3 août                              |                                                          |
| Rebolosa              | 7 août                              | Fêtes de Santo António et Senhor dos Aflitos             |
| Soito                 | 10 août                             | Fête de Saint Christophe                                 |
| Vale de Espinho       | 16 août                             | Parti émigrant                                           |

Source: Route des capias de la municipalité de Sabugal